# أوفيرن
أُوفرنيَة أو أوفيرن (بالفرنسية: Auvergne) هي إحدى المناطق الفرنسية الإدارية الستة والعشرين.

## أعلام
- بطرس المبجل
- فرانسوا روسو